# 閆家溝（小井峪路）駅
閆家溝（小井峪路）駅（えんかこう・しょうせいよくろえき）は、中華人民共和国山西省太原市万柏林区に位置する太原地下鉄1号線の駅である。

## 歴史
- 2025年2月22日：開業[2]。

## 隣の駅
太原地下鉄
■1号線
金陽路駅 - 閆家溝（小井峪路）駅 - 下元駅